# فيليب جاي كلاس
فيليب جاي كلاس (بالإنجليزية: Philip J. Klass)‏ هو صحفي ومهندس أمريكي، ولد في 8 نوفمبر 1919 في دي موين في الولايات المتحدة، وتوفي في 9 أغسطس 2005 في ميريت آيلاند في الولايات المتحدة بسبب سرطان.

## معرض صور

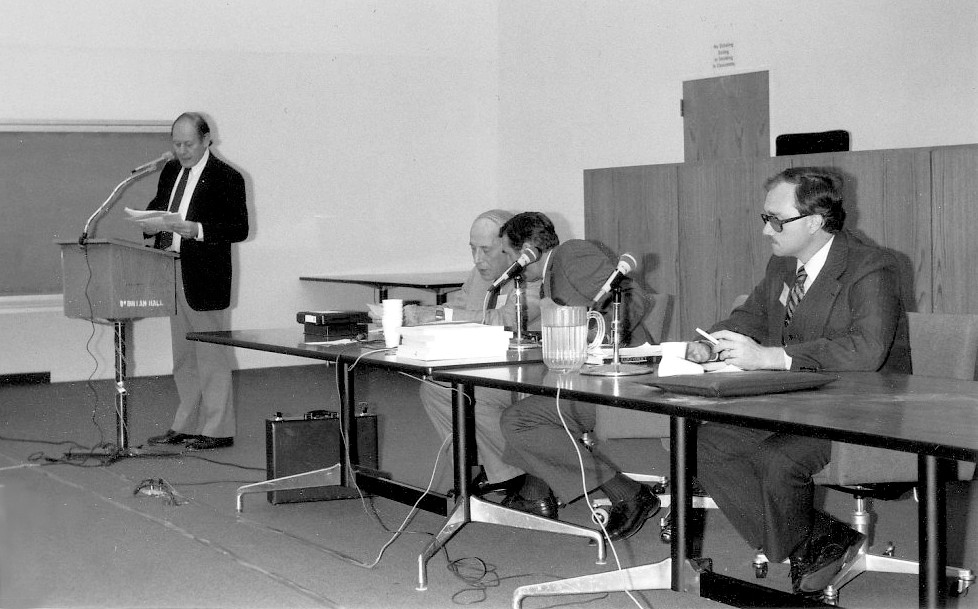
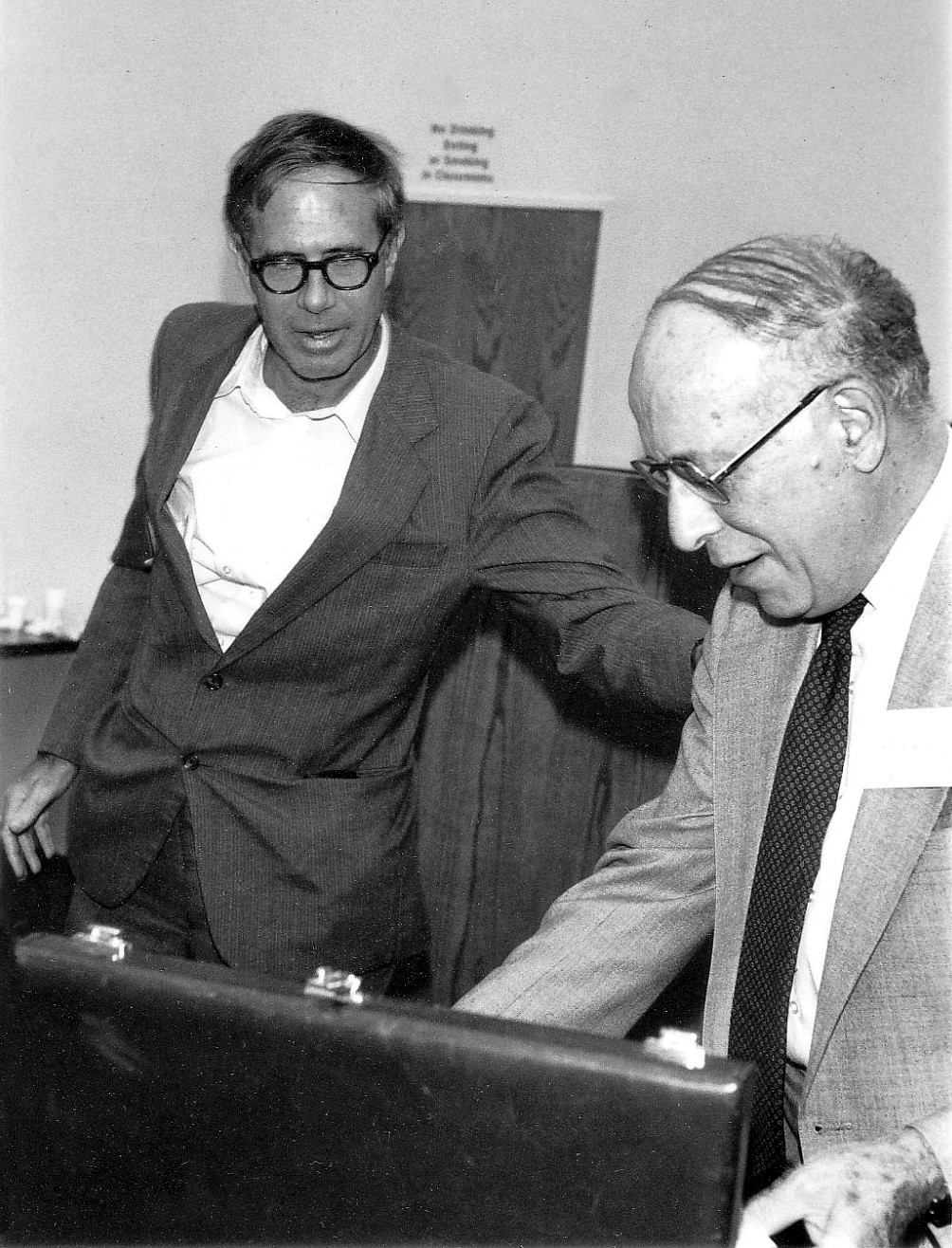
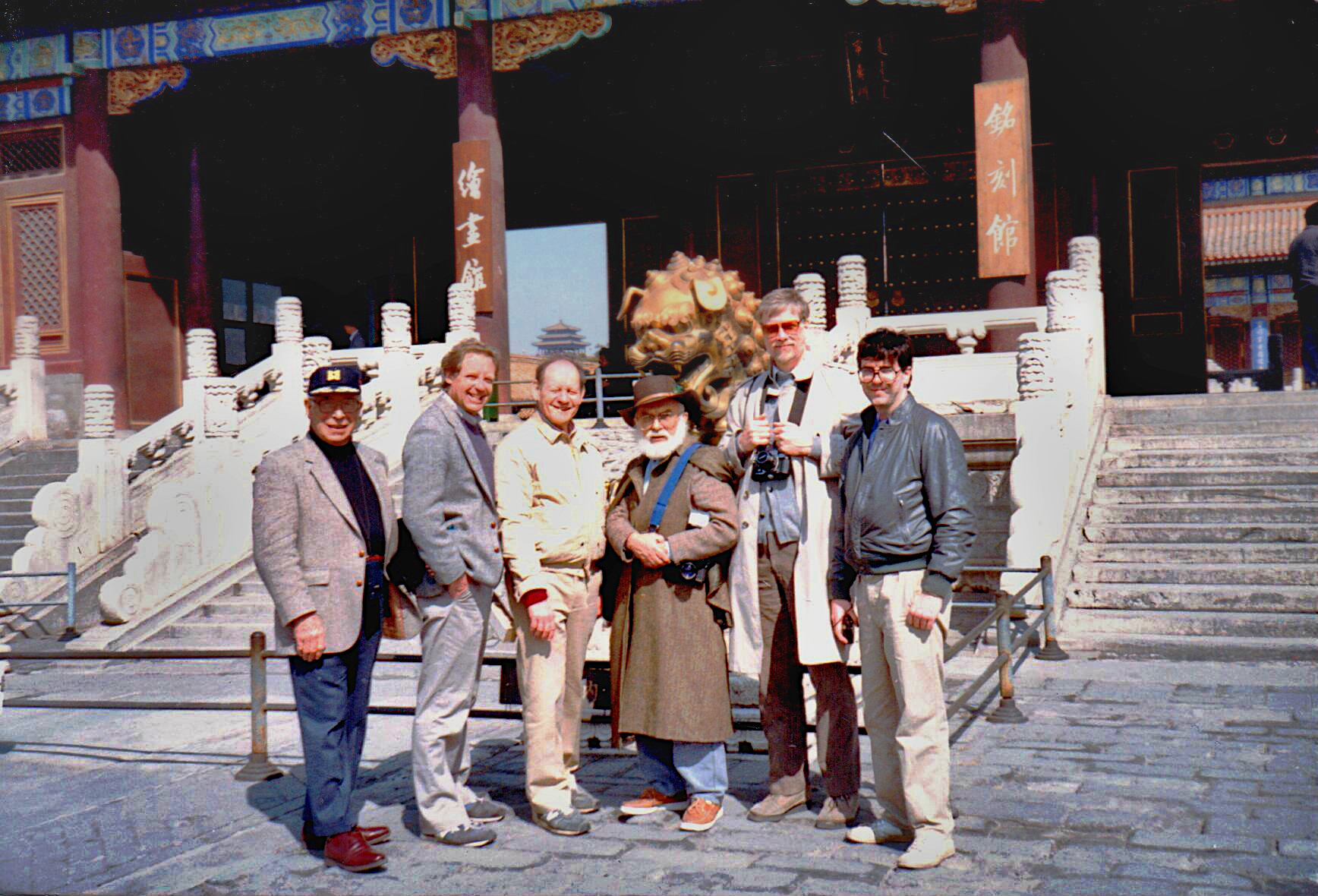
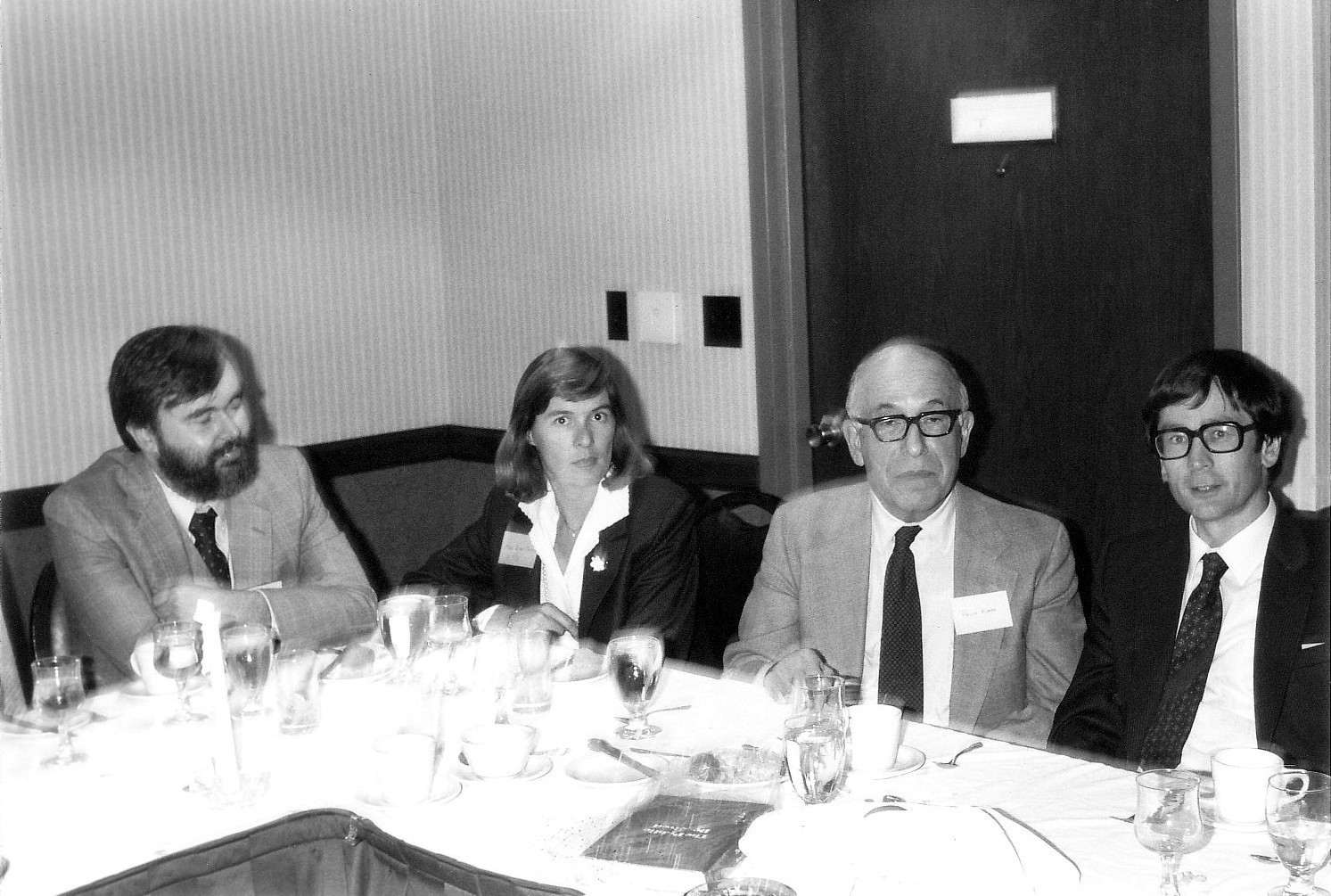
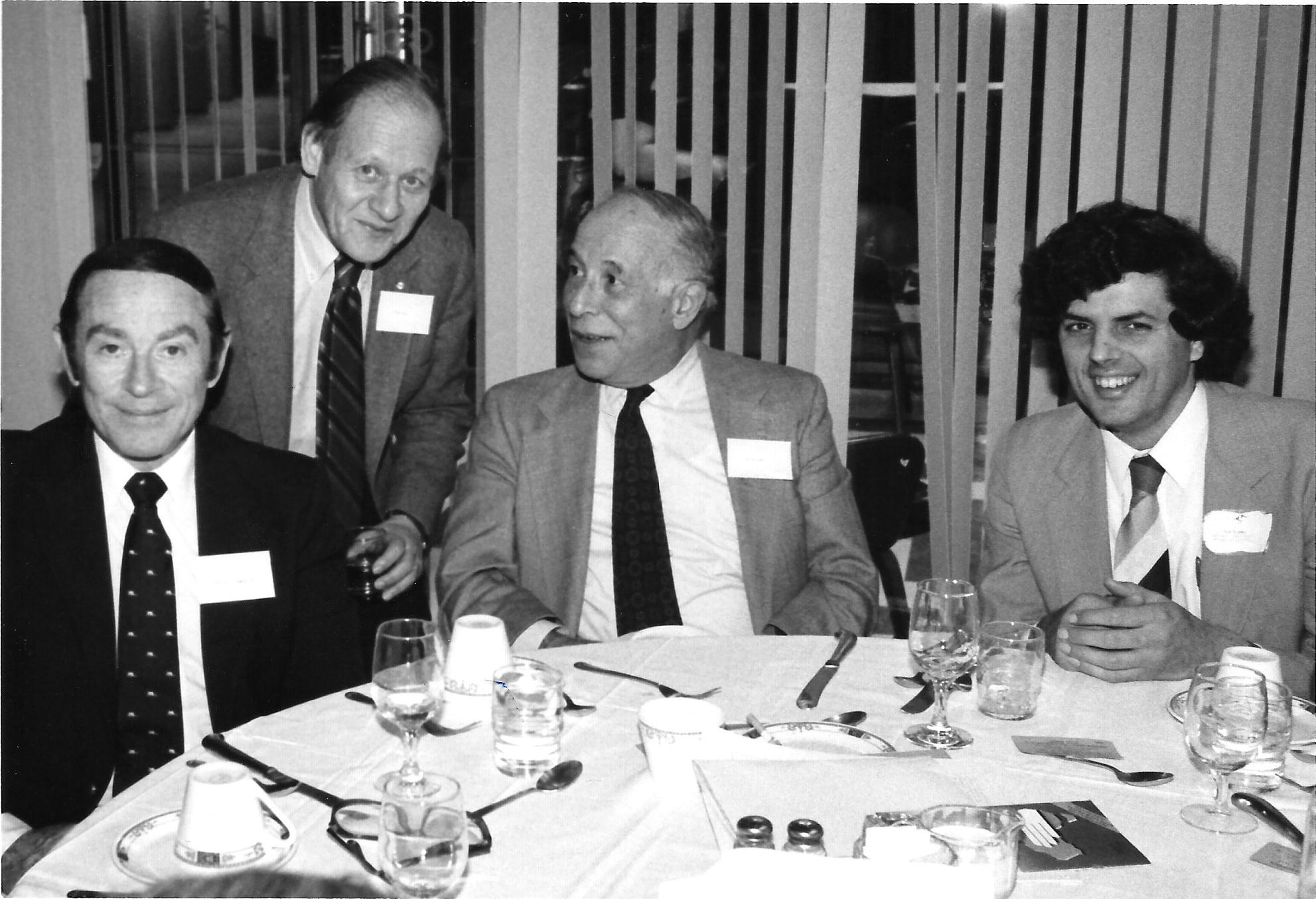